# Kalandia
Ne doit pas être confondu avec Camp de réfugiés de Kalandia.
Kalandia (en arabe : قلنديا) également Qalandiya, est un village situé en Cisjordanie (Territoires palestiniens occupés), entre Jérusalem et Ramallah. En 2006, 1 154 personnes vivaient dans le village, selon le Bureau central palestinien des statistiques.
En 1949, sur des terres louées à la Jordanie, la Croix-Rouge établit à proximité un camp de réfugiés pour recueillir des réfugiés arabes palestiniens de Lydda, Ramle et de l'exode palestinien de 1948 de Jérusalem.